# Kōgon
Cesarz Kōgon (jap. 光厳天皇 Kōgon tennō; 1 sierpnia 1313 – 5 sierpnia 1364) — cesarz Japonii. 
Znany jako pierwszy cesarz Dworu Północnego w okresie Namboku-chō, sporów dynastycznych w latach 1331–1392.
Przed wstąpieniem na tron nosił imię książę Kazuhito (jap. 量仁親王 Kazuhito-shinnō).
Kōgon panował w latach 1331–1333.
Mauzoleum cesarza Kōgona znajduje się w prefekturze Kioto. Nazywa się ono Yamakuni no misasagi.